# سمير شاريتش
سمير شاريتش هو لاعب كرة قدم بوسني في مركز الهجوم، ولد في 27 مايو 1984 في سراييفو في البوسنة والهرسك. لعب مع نادي ساراييفو ونادي ساندفيورد.